# Ленин Морено
Ленин Болтайре Морено Гарсес (на испански: Lenín Boltaire Moreno Garcés) е еквадорски политик, президент на Еквадор от 2017 до 2021 г. и вицепрезидент на страната от 2007 до 2013 г.
Номиниран е за кандидат от Алианс ПАИС на президентските избори в страната през 2017 г. и печели с малка преднина след балотаж на 2 април. След изкачването на президентския пост обаче Морено драстично променя политическите си нагласи и се дистанцира от лявото наследство на ПАИС от времето на Рафаел Кореа по отношение на вътрешната и външната политика на Еквадор. Към края на мандата си Морено има подкрепата на едва 9% от населението – най-ниското равнище в съвременната история на страната. През март 2021 г. е отстранен от ПАИС, след като партията претърпява съкрушителна загуба на президентски избори в същата година.
Морено е прострелян през 1998 г. по време на опит за кражба, поради което се придвижва в инвалидна количка. Той се застъпва за хората с увреждания, поради което през 2012 г. е номиниран за Нобелова награда за мир. Според „Ню Йорк Таймс“ по времето на управлението си от 2017 до 2021 г. Морено е единственият държавен глава в света в инвалидна количка.